# Oj u luzi červona kalyna
Oj u luzi červona kalyna (in ucraino Ой у лузі червона калина?; lett. "Oh, viburno rosso nel prato") è una canzone patriottica ucraina, scritta dal compositore Stepan Čarnec'kyj nel 1914.
Il viburno rosso nel titolo della canzone (Viburnum opulus) è un arbusto deciduo che cresce dai quattro ai cinque metri di altezza, frequentemente citato nel folklore ucraino. La canzone è stata scritta in onore e memoria dei fucilieri di Sič che combatterono contro l’Impero Russo al servizio dell’Impero Austro-Ungarico, sepolti in un cimitero vicino a Ternopil'.
La canzone è stata l'inno dell'Esercito Insurrezionale Ucraino. Secondo Lubow Wolynetz, curatrice dell'arte popolare presso il Museo ucraino del Lower East Side di New York, a causa dell'associazione della canzone con l'aspirazione all'indipendenza del popolo ucraino, il canto fu vietato durante il periodo in cui l'Ucraina era una delle Repubbliche sovietiche (1919-1991). Secondo Wolynetz, chiunque era sorpreso a cantarla veniva imprigionato, picchiato e anche esiliato.
Nel marzo 2022 la canzone ha guadagnato l'attenzione internazionale con un video Instagram di un'interpretazione a cappella di Andrij Chlyvnjuk della band ucraina BoomBox che canta la prima strofa della canzone ed è stato remixato da diversi artisti in tutto il mondo. I BoomBox erano in tournée negli Stati Uniti quando il 24 febbraio è iniziata l'invasione russa dell'Ucraina, il cantante ha interrotto il tour per tornare in Ucraina e arruolarsi nelle forze armate. Ha registrato il video indossando la tuta militare, in piedi vicino a Piazza Sofia a Kiev, e lo ha caricato sul suo account Instagram il 27 febbraio. Tale versione è stata riconosciuta con lo YUNA.
Da allora è diventato virale. Reinterpretato da numerosi artisti, il più famoso di loro David Gilmour dei Pink Floyd, il 22 aprile 2022 ha pubblicato una rielaborazione originale attorno all’interpretazione vocale di Chlyvnjuk, intitolandola Hey, Hey, Rise Up!.
Cantare la canzone è severamente vietato nei territori occupati dalla Russia, pena multe, prigione o esilio.

## Testo
| Originale | Traslitterazione | Traduzione |
| --- | --- | --- |
| Ой у лузі червона калина похилилася, Чогось наша славна Україна зажурилася. А ми тую червону калину підіймемо, А ми нашу славну Україну, гей-гей, розвеселимо! А ми тую червону калину підіймемо, А ми нашу славну Україну, гей-гей, розвеселимо!                          | Oj u luzi červona kalyna pochylylasja, Čohos' naša slavna Ukraïna zažurylasja. A my tuju červonu kalynu pidijmemo, A my našu slavnu Ukraïnu, hej-hej, rozveselymo! A my tuju červonu kalynu pidijmemo, A my našu slavnu Ukraïnu, hej-hej, rozveselymo!                             | Oh, nel prato un rosso viburno si è chinato in basso. Per qualche ragione, la nostra gloriosa Ucraina è addolorata. E prenderemo quel rosso viburno e lo solleveremo. E rallegreremo la nostra gloriosa Ucraina, ehi - ehi! E prenderemo quel rosso viburno e lo solleveremo. E rallegreremo la nostra gloriosa Ucraina, ehi - ehi!                       |
| Не хилися, червона калино, маєш білий цвіт, Не журися, славна Україно, маєш вільний рід. А ми тую червону калину підіймемо, А ми нашу славну Україну, гей-гей, розвеселимо! А ми тую червону калину підіймемо, А ми нашу славну Україну, гей-гей, розвеселимо!             | Ne chylysja, červona kalyno, maješ bilyj cvit, Ne žurysja, slavna Ukraïno, maješ vilnyj rid. A my tuju červonu kalynu pidijmemo, A my našu slavnu Ukraïnu, hej-hej, rozveselymo! A my tuju červonu kalynu pidijmemo, A my našu slavnu Ukraïnu, hej-hej, rozveselymo!               | Non piegarti in basso, oh rosso viburno, tu hai un fiore bianco. Non preoccuparti, gloriosa Ucraina, hai un popolo libero. E prenderemo quel rosso viburno e lo solleveremo. E rallegreremo la nostra gloriosa Ucraina, ehi - ehi! E prenderemo quel rosso viburno e lo solleveremo. E rallegreremo la nostra gloriosa Ucraina, ehi - ehi!                |
| Марширують наші добровольці у кривавий тан, Визволяти братів-українців з московських кайдан. А ми наших братів-українців визволимо, А ми нашу славну Україну, гей-гей, розвеселимо! А ми наших братів-українців визволимо, А ми нашу славну Україну, гей-гей, розвеселимо! | Maršyrujut' naši dobrovol'ci u kryvavyj tan, Vyzvoljaty brativ-ukraïnciv z Moskovs'kych kajdan. A my našych brativ-ukraïnciv vyzvolymo, A my našu slavnu Ukraïnu, hej-hej, rozveselymo! A my našych brativ-ukraïnciv vyzvolymo, A my našu slavnu Ukraïnu, hej-hej, rozveselymo!    | Avanzano, i nostri compagni volontari, in una sanguinosa lotta, per liberare i nostri fratelli dalle catene di Mosca. E noi allora libereremo i nostri fratelli ucraini. E rallegreremo la nostra gloriosa Ucraina, ehi - ehi! E noi allora libereremo i nostri fratelli ucraini. E rallegreremo la nostra gloriosa Ucraina, ehi - ehi!                   |
| Ой у полі ярої пшенички золотистий лан, Розпочали стрільці українські з ворогами тан. А ми тую ярую пшеничку ізберемо, А ми нашу славну Україну, гей-гей, розвеселимо! А ми тую ярую пшеничку ізберемо, А ми нашу славну Україну, гей-гей, розвеселимо!                    | Oj u poli jaroï pšenyčky zolotystyj lan, Rozpočaly stril'ci ukraïns'ki z vorohamy tan. A my tuju jaruju pšenyčku izberemo, A my našu slavnu Ukraïnu, hej-hej, rozveselymo! A my tuju jaruju pšenyčku izberemo, A my našu slavnu Ukraïnu, hej-hej, rozveselymo!                     | Oh, nel campo del grano primaverile, c'è una traccia d'oro, Quindi i fucilieri ucraini iniziano a ingaggiare il nemico. E prenderemo quel prezioso primo grano e lo raccoglieremo. E rallegreremo la nostra gloriosa Ucraina, ehi - ehi! E prenderemo quel prezioso primo grano e lo raccoglieremo. E rallegreremo la nostra gloriosa Ucraina, ehi - ehi! |
| Як повіє буйнесенький вітер з широких степів, То прославить по всій Україні січових стрільців. А ми тую стрілецькую славу збережемо, А ми нашу славну Україну, гей-гей, розвеселимо! А ми тую стрілецькую славу збережемо, А ми нашу славну Україну, гей-гей, розвеселимо! | Jak povije bujnesen'kyj viter z šyrokych stepiv, To proslavyt' po vsij Ukraïni sičovych stril'civ. A my tuju strilec'kuju slavu zberežemo, A my našu slavnu Ukraïnu, hej-hej, rozveselymo! A my tuju strilec'kuju slavu zberežemo, A my našu slavnu Ukraïnu, hej-hej, rozveselymo! | Quando i venti tempestosi soffieranno forte dalle ampie steppe, glorificheranno, in tutta l'Ucraina, i fucilieri Sič. E prenderemo la gloria dei fucilieri preservandola. E rallegreremo la nostra gloriosa Ucraina, ehi - ehi! E prenderemo la gloria dei fucilieri preservandola, E rallegreremo la nostra gloriosa Ucraina, ehi - ehi!                 |